# Puy de Barbier
Le puy de Barbier est un sommet des monts Dore dans le Massif central.

## Toponymie
Le puy de Barbier tient son toponyme du pâturage du même nom.

## Géographie
Le puy de Barbier est situé dans le Puy-de-Dôme entre les communes de Mont-Dore et de Chambon-sur-Lac, à moins de 600 m à vol d'oiseau au nord du puy de l'Angle, sur une ligne de crête.